# فرن (بازیکن فوتبال، زاده ۱۹۷۲)
فرن (انگلیسی: Fran؛ زادهٔ ۴ اوت ۱۹۷۲) بازیکن فوتبال است.